# O Velorum
O Velorum (O Vel / HD 85561) es una estrella en la constelación de Vela, una de las partes en la que fue dividida la constelación de Argo Navis.
Tiene magnitud aparente +5,55 y la «O» alude a su denominación de Bayer.
Se encuentra a 343 años luz del sistema solar, siendo el error en la medida del 2,3%.
O Velorum no debe ser confundida con ο Velorum (HD 74195), ocasionalmente conocida como Xestus.

## Características
O Velorum está clasificada como una subgigante blanca de tipo espectral A0IV, aunque un estudio reciente señala que todavía no ha abandonado la secuencia principal y que aún le resta por recorrer un 31% de dicha etapa.
Atendiendo a su clasificación como subgigante, sería una estrella parecida a Alhena (γ Geminorum), pero su luminosidad —77 veces superior a la del Sol— se equipara más a la de una estrella A0 de la secuencia principal como Phecda (γ Ursae Majoris), Sadachbia (γ Aquarii) o ε Herculis.
O Velorum tiene una temperatura efectiva de 10.023 K —10.350 según otra fuente— y una masa de 2,70 ± 0,03 masas solares.
Se estima que su radio es 2,7 veces más grande que el radio solar y gira sobre sí misma con una velocidad de rotación de al menos 40 km/s.